# Kraamverlof

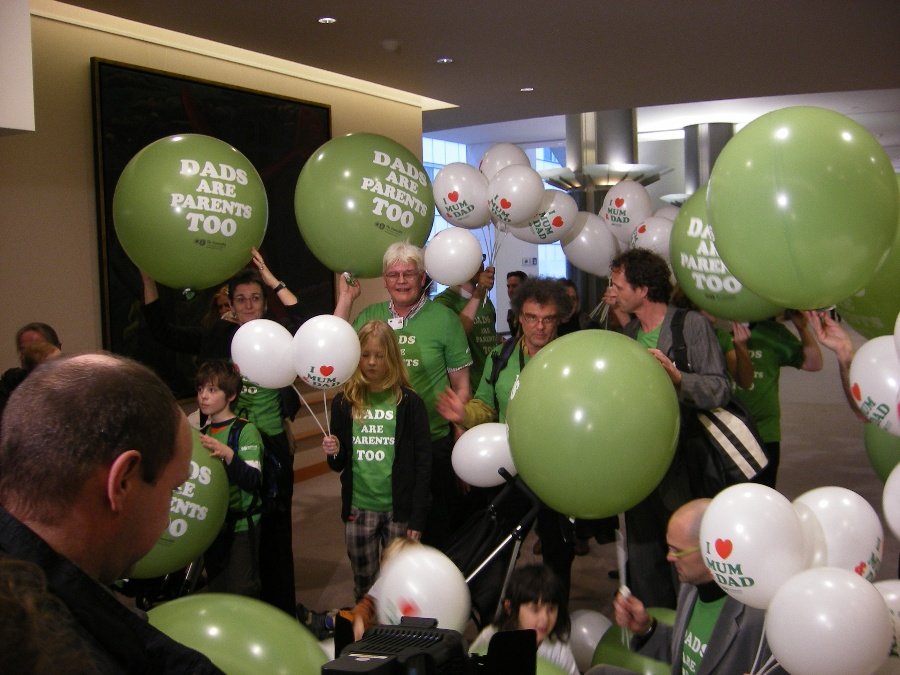
Demonstratie voor vaderschapsverlof in het Europees Parlement.

Met de term kraamverlof kunnen verschillende vormen van verlof aangeduid worden, voor of na de bevalling van een werknemer, of van de partner van de werknemer. Wat kraamverlof precies inhoudt verschilt per land.
Kraamverlof dat bedoeld is voor de partner, wordt ook wel geboorteverlof, vaderschapsverlof of babyverlof genoemd. 
De duur van het verlof verschilt eveneens per land, maar binnen de Europese Unie houdt de commissie Vrouwenrechten zich bezig met het onderwerp. Zo stemde op 23 februari 2010 een meerderheid in de commissie in met twee weken betaald vaderschapsverlof. Het Europees Parlement heeft op 4 april 2019 definitief ingestemd met EU-wetgeving waarin de partner recht heeft op minimaal tien dagen kraamverlof na de bevalling van zijn of haar vrouw. Werkgevers moeten over die periode minstens het loon betalen dat wordt uitgekeerd bij ziekte. Uiterlijk in april 2022 moet deze nieuwe richtlijn zijn ingevoerd door de Europese landen.